# Лошадь Оводова
Лошадь Оводова (лат. Equus ovodovi) — вымерший вид некабаллоидной лошади позднего плейстоцена, обитавший на юго-востоке Западной Сибири (Приобское плато, Горный Алтай, Кузнецкий Алатау) и северо-востоке Китая. Радиоуглеродное датирование, проведённое по костям, дало даты в интервале от 45 до 23 тыс. лет назад. К вымиранию вида, вероятнее всего, привело ухудшение погодных условий — начавшееся похолодание.
Впервые лошадь описал в 2009 году палеонтолог Н. Д. Оводов, в честь которого она получила своё имя.

## Описание
Лошадь Оводова — это вымерший вид некабаллоидной лошади Северной Евразии позднего плейстоцена, которая была «коротконогой, маленькой и не такой грациозной, как обычные лошади». Она не являлась родственной формой ныне живущих некабаллоидных лошадей. Считалось, что лошадь Оводова относилась к отдельной монофилетической группе лошадей, близких к куланам (подрод Hemionus) и ослам (подрод Asinus) как морфологически, так и генетически. Исследования, проведённые с помощью филогенетической реконструкции на основе митогеномных данных, показали, что лошадь Оводова филогенетически близка к подроду зебры (Hippotigris).
Найденные костные остатки лошади Оводова датируются каргинским интерстадиалом (58 — 24 тыс. лет назад), самые поздние находки по радиоуглеродному датированию имели возраст не позднее 23 тыс. лет назад. Считается, что к вымиранию вида, вероятнее всего, привело начавшееся похолодание. Радиоуглеродное датирование, проведённое по костям лошади Оводова, даёт интервал от 45 до 23 тыс. лет назад. Считается, что лошадь Оводова обитала на территории Западной Сибири до второй половины позднего плейстоцена (24 тыс. лет назад). Проведённые генетические исследования китайских учёных отодвинули время вымирания лошади Оводова до конца позднего плейстоцена — 12,8 тыс. лет назад и расширили ареал до северо-востока Китая.
Впервые лошадь, по материалам из грота Проскурякова (Хакасия), описал в 2009 году палеонтолог Н. Д. Оводов, в честь которого она позднее получила своё название. Лошадь Оводова была выделена в новый вид благодаря генетическому анализу.

## Ареал
Ареал лошади Оводова составлял юго-восток Западной Сибири (поздний плейстоцен) и северо-восток Китая (ранний голоцен), этот вид лошади предпочитал остепненные ландшафты и был очень теплолюбив. Костные остатки лошади Оводова известны из местонахождений, расположенных южнее 56 параллели, на территории Приобского плато, Горного Алтая и Кузнецкого Алатау. Позднее ареал был расширен до северо-востока Китая. Восточная граница обитания лошади Оводова ограничена рекой Енисей, достоверных сведений о находке её остатков к западу от Приобского плато не зафиксировано. Большинство находок костей сделано из местонахождений Приобского плато. Костные остатки были найдены в пещере Денисовой, Каминной пещере, пещере Логово Гиены, пещере Окладникова, Страшной пещере, Чагырской пещере, гроте Проскурякова, на местонахождениях Тараданово, Чик и Чумыш, а также в ряде других пещер и местонахождений. Точные границы ареала лошади Оводова мало изучены.
Н. А. Пластеева и С. К. Васильев пишут, что по результатам анализа местонахождений с костными остатками, популяция лошади Оводова была самой многочисленной в степных ландшафтах Алтая, но она также проникала и на территорию Приобского плато, доходя вплоть до широт нынешнего города Новосибирска. Обилие находок костных остатков при этом убывает с юга на север.

## Кладограмма

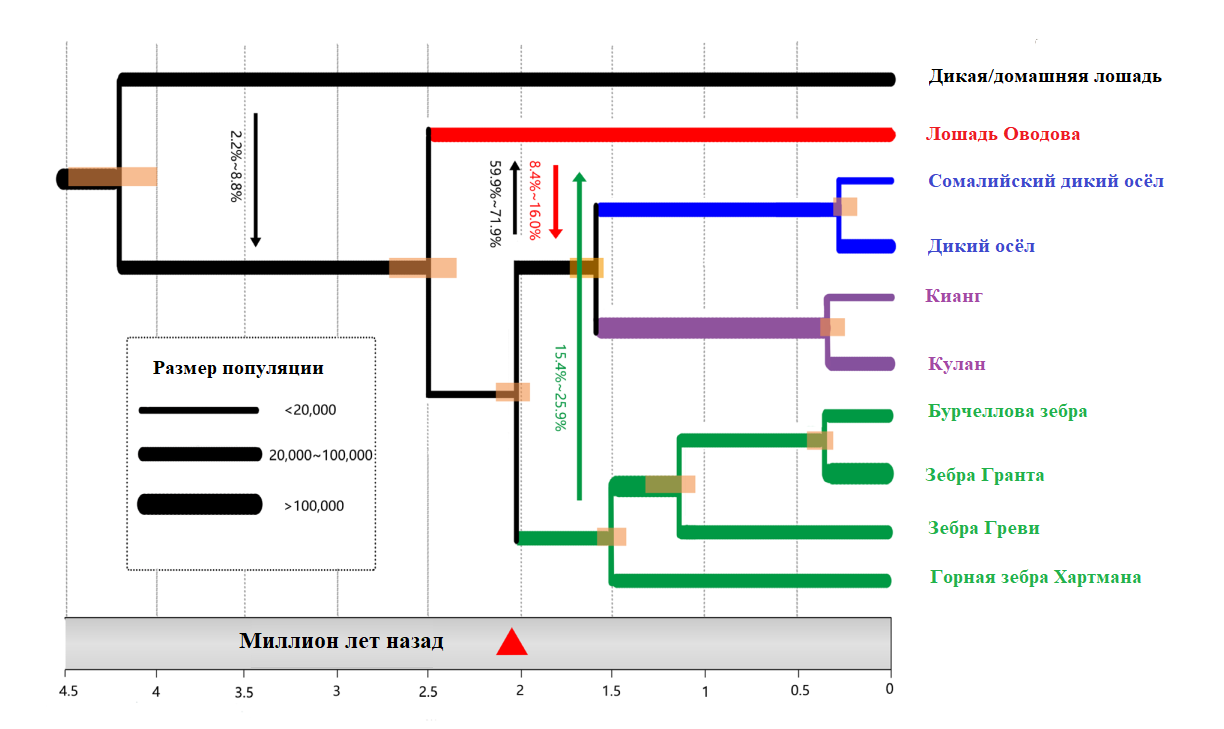
Демографическая модель вымерших и существующих видов лошадей, выведенная с помощью G-PhoCS. Ширина каждой ветви обозначает размер популяции вида, предполагая постоянные размеры популяции по времени. Красный треугольник указывает на самые ранние свидетельства ископаемых находок рода Sussemionus.

## Комментарии
1. ↑  Кабаллоидная лошадь — одомашненная «настоящая лошадь» или «лошадь, похожая на современную», т. е. наиболее близкородственная к обычной лошади.